# Campbellton—Restigouche-Centre
Circonscription électorale provinciale du Canada
Campbellton—Restigouche-Centre (auparavant Campbellton) est une ancienne circonscription électorale provinciale du Nouveau-Brunswick représentée à l'Assemblée législative de 1967 à 2014.

## Liste des députés
| Campbellton                         | Campbellton                    | Campbellton                    | Campbellton                    | Campbellton                    | Campbellton                    |
| Campbellton—Restigouche-Centre      | Campbellton—Restigouche-Centre | Campbellton—Restigouche-Centre | Campbellton—Restigouche-Centre | Campbellton—Restigouche-Centre | Campbellton—Restigouche-Centre |
| Nom                                 | Nom                            | Parti                          | Mandat                         |                                |                                |
| ----------------------------------- | ------------------------------ | ------------------------------ | ------------------------------ | ------------------------------ | ------------------------------ |
|                                     | Roy Boudreau                   | Libéral                        | 2006 - 2010                    |                                |                                |
|                                     | Greg Davis                     | Progressiste-conservateur      | 2010 - 2014                    |                                |                                |
| Dissoute dans Campbellton-Dalhousie |                                |                                |                                |                                |                                |